# Драгой, Сабин
Сабин Драгой (рум. Sabin Drăgoi, 6 июня 1894 — 31 декабря 1968) — румынский композитор и фольклорист.
Заслуженный деятель искусств СРР (1953). Член-корреспондент Академии СРР (1953). Профессор консерваторий в Тимишоаре (1924—1942 и 1946—1950) и Бухаресте (1950—1952). Директор Оперного театра в Тимишоаре (1940—1947), Института фольклора в Бухаресте (1950—1964). В своём творчестве Драгой опирался на румынские крестьянские песни.

## Музыкальные сочинения
- Опера «Напасть» (по пьесе Й. Л. Караджале; 1928, Бухарест).
- Опера «Пэкалэ» (1962, Брашов).
- «Сельский дивертисмент» для струнного оркестра (1928).
- Концерт для фортепиано с оркестром.
- Хоровые произведения.
- Музыка к кинофильмам, в том числе «Митря Кокор» (1952).

Драгой видный исследователь румынского фольклора, особенно Трансильвании (записал около 3000 народных мелодий). Ему принадлежат обработки народных мелодий для фортепиано и голоса с фортепиано, сборники народных песен (колядки, дойны).

## Литературные сочинения
- Косма В., С. Дрэгой, «СМ», 1964, № 6.
- Ванча З., С. Драгой, в сб.: Страницы истории румынской музыки. М., 1979. С. 210—216.
- Radulescu N., Sabin V. Dragoi, Buc., 1971.